# Ali Saïdi-Sief
Pour les articles homonymes, voir Saïdi.
Ali Saïdi-Sief (arabe : علي سعيدي سياف), né le 15 mars 1978 à Constantine, est un athlète algérien pratiquant le demi-fond.

## Biographie
S'il commence sa carrière en courant principalement le 1 500 m, c'est sur 5 000 m qu'il remporte une première médaille en décrochant l'argent aux Jeux olympiques de 2000 à Sydney, derrière le Kényan Millon Wolde. Lors de la compétition majeure suivante, les mondiaux 2001 à Edmonton, il remporte à nouveau la médaille d'argent mais en est déchu à la suite d'un contrôle antidopage positif qui lui vaut deux ans de suspension. Il retrouve la compétition fin 2003. Aux Jeux olympiques d'Athènes en 2004, il termine à la 10e place sur 5 000 m puis à la 5e place lors des mondiaux d'Helsinki. Aux Jeux olympiques de 2008, il ne parvient pas à se qualifier pour la finale du 5 000 m. Durant sa carrière, il a été entraîné par Philippe Dupont (France), Michel Diche (France), Fodil Dehiba (France) et Amar Bramia (Algérie).

## Palmarès

### Jeux olympiques
- Jeux olympiques de 2000 à Sydney
  -  Médaille d'argent du 5 000 m

### Championnats d'Afrique d'athlétisme
- Championnats d'Afrique d'athlétisme 2000
  -  Médaille d'or du 5 000 m

- Championnats d'Afrique d'athlétisme 1998
  -  Médaille d'or du 1 500 m

## Records
| Épreuve | Performance         | Lieu       | Date            |
| ------- | ------------------- | ---------- | --------------- |
| 1 500 m | 3 min 29 s 51       | Lausanne   | 4 juillet 2001  |
| Mile    | 3 min 48 s 23       | Oslo       | 13 juillet 2001 |
| 2 000 m | 4 min 46 s 88 (NR)  | Strasbourg | 19 juin 2001    |
| 3 000 m | 7 min 25 s 02 (NR)  | Monaco     | 18 août 2000    |
| 5 000 m | 12 min 50 s 86 (NR) | Rome       | 30 juin 2000    |